# René Gubelmann
René Gubelmann (* 16. September 1947 in Zürich; † 2. März 2025 in Dietikon) war ein Schweizer Schlagzeuger, Vibraphonist und Kunstmaler. Stilistisch zählte er sich zum konkreten Genre, mit Vertretern wie Max Bill, Richard P. Lohse, Hans Jörg Glattfelder oder Fritz Glarner. René Gubelmann lebte in Dietikon, Kanton Zürich.

## Leben
Inspiriert von seinem Vater, der in der Freizeit Trommel spielte und in Dietikon ein Malereigeschäft betrieb, belegte René Gubelmann von 1963 bis 1967 die Malfachklasse der Kunstgewerbeschule Zürich und lernte gleichzeitig klassisches Schlagzeug und Vibraphon am Konservatorium Zürich. Die Parallelität beider Ausbildungen zum Kunstmaler und Musiker legten den Grundstein für sein späteres Schaffen, dem Ineinandergreifen von Farbgestaltung und Musik.

## Schaffen
Von 1968 bis 1970 war René Gubelmann Schlagzeuger im Orchester von Radio Budapest und Mitglied der ungarischen Rock- und Pop-Band Bergendy Együttes, wo er bei den Aufnahmen zur Hit-Single Te vagy a lexebb mitspielte.
Nach seiner Rückkehr ermöglichten es ihm die Erfahrungen mit der Live- und Studioarbeit, als Perkussionist und Schlagzeuger beim «Unterhaltungsorchester des Schweizer Radios», der späteren „DRS Big Band“, mitzuwirken. Gleichzeitig war er auch beim Tonhalle-Orchester Zürich und am Zürcher Opernhaus tätig und arbeitet unter anderem an zahlreichen Musical-Produktionen («My Fair Lady», mit Helmut Lohner, „Cabaret“ mit Angelika Milster u. a.) mit. Nach Studien am Institut für Farbenpsychologie in Salzburg von 1974 bis 1978 begann René Gubelmann, musikalische Einheiten harmonischer und rhythmischer Natur, grafisch umzusetzen.

## Werke
1974 präsentierte René Gubelmann Reliefbilder anlässlich einer Ausstellung in Dietikon, 1984 stellte er die Werkreihe "Musikbilder" in Spreitenbach aus. Anlässlich der Performance "work in progress" entstanden 1991, in Zusammenarbeit mit dem Raubkatzendompteur Jerry Wegmann, die "Spurenbilder". Ab 1995 entstanden die ersten Rhythmus-Bilder. Eine gemeinsame Ausstellung unter dem Namen "Quartet", zusammen mit den Künstlern Joseph Staub, Paul Racle und Peter Wirth, fand 1999 in Dietikon statt. Neben den regelmässigen Ausstellungen in Galerien und Kunsthallen spielte René Gubelmann ununterbrochen Schlagzeug und Vibraphon in verschiedenen Jazzformationen (u. a. mit Hazy Osterwald, Pepe Lienhard, Willy Bischof, Bert Grellmann usw.) und trat mit den Formationen „Jazzquadrat“ und "Renés Trio" auf.
Ab Januar 2019 arbeitete René Gubelmann an seiner Werkreihe "Farbanatomie der Kirchenmusik", die Mitte Mai 2019 anlässlich des Symposion Zürich in der Zürcher Predigerkirche ausgestellt wurde.

## Kulturelles Engagement
Von 2008 bis 2012 war René Gubelmann künstlerischer Leiter des Big Band Festivals Dietikon.
2007 wurde er zum Limmattaler des Jahres gewählt und erhielt im selben Jahr den Kulturpreis der Stadt Dietikon.